# 謝俊道
謝俊道（Elvin Chia Tshun Thau，1977年4月26日—），出生在馬來西亞沙巴州，馬來西亞前男子游泳運動員，擅長蛙泳，是大馬泳壇著名的“蛙王”。與林景烈（仰泳）、王皓明（自由泳）和洪堅欽（蝶泳）被封為馬來西亞泳壇四大天王。他在2003年當選為馬來西亞最佳奧林匹克運動員。